# Контрада Инфикерна
Контрада Инфикерна је насеље у Италији у округу Агриђенто, региону Сицилија.
Према процени из 2011. у насељу је живело 19 становника. Насеље се налази на надморској висини од 187 м.